# سيبيريا (فلم)
سيبيريا (بالإنجليزية: Siberia) هو فيلم جريمة ورومنسية تم إنتاجه في كندا والولايات المتحدة وصدر سنة 2018 بطولة كيانو ريفز وأنا أولارو.

## القصة
يسافر تاجر ماس أمريكي إلى (روسيا) لبيع الماس الأزرق النادر من أصل مشكوك فيه. وبمجرد بدء صفقته في الانهيار، تربط التاجر علاقة هوسية بصاحبة المقهى الروسية، ويلتهب شغفهما في تجارة الماس؛ فيصبح عالمهما الذي لا يدركان خلاص منه.

## وصلات خارجية
- مقالات تستعمل روابط فنية بلا صلة مع ويكي بيانات

سيبيريا على IMDb
سيبيريا على Rotten Tomatos
سيبيريا على AllMovie